# George Dallas Sherman
George Dallas Sherman (Richmond (Vermont), 23 augustus 1844 – 3 november 1927) was een Amerikaans componist, muziekpedagoog en dirigent.

## Levensloop
Sherman kwam al in jonge jaren in contact tot de blaasmuziek. Op 14-jarige leeftijd werd hij lid van de Richmond Cornet Band en na korte tijd was hij al dirigent van deze Band. In 1864 werd hij lid van de Militaire kapel van het 9e Vermont Infanterie-Regiment en nam in dit orkest deel aan de Amerikaanse Burgeroorlog. Na deze oorlog vertrok hij naar Winooski in Vermont. Daar huwde hij met Mary A. Thompson en werkte als muziekleraar.
In 1878 stichtte hij een eigen militair orkest in Burlington (Vermont) en verzamelde vele muzikanten uit de Queen City Band erin. Dit orkest werd toen een van de bekendste militaire orkesten aan de Oostkust van de Verenigde Staten. Met dit harmonieorkest is hij - net als John Philip Sousa met zijn militair orkest - veel op concertreizen aan de oostkust gegaan. Nadat Sherman in 1917 met pensioen ging werd het orkest in Burlington Military Band benoemd en van Dr. Joseph Lechnyr geleid.
Als componist schreef hij werken voor harmonieorkest.

## Composities

### Werken voor harmonieorkest
- 1893 Message of Love Waltz
- 1894 Scamper Galop
- 1895 Cupid's Captive, wals
- 1895 Dance of the Flower Girl
- 1895 Rainbow Mazurka
- 1897 Algonquin Overture
- 1898 Fleur de Luce, schottische

#### Marsen
- 1888 Pilot
- 1889 The Herald
- 1893 Burlington Commandery K.T. (Knights Templar)
- 1893 Burlington Commandery No. 2
- 1893 Coleman's March
- 1893 Evangeline
- 1893 Prima Donna
- 1893 The Belle of America - ook bekend als: American Belle
- 1893 With Majesty
- 1894 American Union
- 1894 Invitation to the Wedding
- 1894 The Stranger
- 1894 Vermont National Guards
- 1895 Cavalcade
- 1895 Hero's Command
- 1895 Hope Beyond, dirge
- 1895 Remembrance of Stave Island
- 1895 The Brownie's Reception
- 1895 The King's Daughters, grand march
- 1896 St. Valentine
- 1896 The Floral Ball
- 1896 The Millionaires
- 1903 The Body Guard
- 1907 Olive Branch
- Cecilian March, (opgedragen aan het vrouwenkwartet van St. Johnsbury)
- Free Press March
- General William Greenleaf
- General William Wells
- Rock Point Cadets
- Salute To Burlington
- Sherman Military Band
- Stannard Post March
- The Independent
- The Watchman
- Vermont University

## Publicaties
- William H. Rehrig, Paul E. Bierley: The Heritage Encyclopedia of Band Music : Composers and Their Music, Westerville, Ohio, Integrity Press, October 1991 ISBN 0-918048-08-7